# SAMIL 50
SAMIL 50 – samochód ciężarowy zdolny do transportowania 5-tonowego ładunku po bezdrożach. Jest używany w wielu regionach południowej i wschodniej Afryki do różnorakich zadań. Ma okrycie nad stalową strukturą wokół ciężarowej przestrzeni. Może być używany jako: pojazd transportowy dla 40 pasażerów, warsztat spawalniczy, wóz zaopatrzenia w paliwo, polowa kuchnia oraz mobilny prysznic dla personelu. Jak SAMIL 20, początkowy SAMIL 50 Mark I miał silnik chłodzony powietrzem, ale późniejszy SAMIL 50 (Mark II) miał wbudowane chłodzenie silnika wodą, zbiornik paliwa i transmisja również została zmieniona. Mark II ma ten sam zakres wariantów jak Mark I. 